# Väggband
Med väggband avses den översta delen av en vägg, den som sluter an mot taket. I ett knuttimrat hus utgörs väggbandet av den översta stocken på långväggarna. I stavverk och skiftesverk bildar väggbandet tillsammans med syllen och stolparna ramen för fyllningen av stående respektive liggande plankor.
I ett korsvirkeshus kallas motsvarande del för hammarband.